# Coelogyne integerrima
Coelogyne integerrima é uma espécie de orquídea epífita, família Orchidaceae, originária das Filipinas.